# Maki Tsukada
Maki Tsukada (née le 5 janvier 1982 à Shimotsuma dans la préfecture d'Ibaraki, Japon - ) est une judokate japonaise s'illustrant dans la catégorie des poids lourds (+78 kg). Championne olympique en 2004 de la catégorie, elle est également championne du monde en 2007 après avoir échoué à trois reprises sur les seconde ou troisième place mondiales.

## Biographie
La Nippone se révèle dans les catégories juniors en remportant le titre mondial en 2000 à Nabeul (Tunisie). Elle se met en évidence pour la première fois au niveau senior lors des Mondiaux d'Osaka de 2003 en obtenant la médaille d'argent uniquement battue en finale par la Chinoise Fuming Sun. Performante lors des tournois précédent l'événement olympique, elle est sélectionnée pour les Jeux d'Athènes en 2004. Lors de la compétition, elle sort victorieuse de sa demi-finale contre la Russe Tea Dongouzachvili avant de récidiver lors de la finale contre le Cubaine Daima Beltrán. Cette victoire lui permet d'obtenir le titre olympique, l'un des huit conquis en judo par la délégation nippone lors de ces Jeux.
L'année suivante, elle obtient le bronze lors des Mondiaux du Caire avant de devenir championne du monde par équipes à Paris en 2006. En 2007 à Rio de Janeiro, elle obtient un nouveau podium mondial en échouant pour la seconde fois en finale après l'édition 2003. Battue par la Chinoise Tong Wen, elle obtient cependant la médaille d'argent, sa troisième en carrière. Également sélectionnée pour disputer l'épreuve toutes catégories, elle obtient enfin son premier titre mondial en s'imposant face à la Slovène Lucija Polavder.

## Palmarès

### Jeux olympiques
- Jeux olympiques de 2004 à Athènes (Grèce) :
  -  Médaille d'or dans la catégorie des plus de 78 kg (poids lourds).

### Championnats du monde
- Championnats du monde 2003 à Osaka (Japon) :
  -  Médaille d'argent dans la catégorie des plus de 78 kg (poids lourds).
- Championnats du monde 2005 au Caire (Égypte) :
  -  Médaille de bronze dans la catégorie des poids plus de 78 kg (poids lourds).
- Championnats du monde 2007 à Rio de Janeiro (Brésil) :
  -  Médaille d'or en toutes catégories.
  -  Médaille d'argent dans la catégorie des plus de 78 kg (poids lourds).
- Championnats du monde 2010 à Tokyo (Japon) :
  -  Médaille de bronze dans la catégorie des plus de 78 kg (poids lourds).

### Divers
- Par équipes :
  -  Médaille d'or aux mondiaux par équipes de 2002 à Bâle.
  -  Médaille d'argent aux mondiaux par équipes de 2006 à Paris.
- Jeux Panasiatiques :
  -  Médaille d'argent en 2002 à Pusan (Corée du Sud).
- Juniors :
  -  Championne du monde juniors en 2000 à Nabeul (Tunisie).
- Tournois majeurs :
  - 3 podiums dont 1 victoire Tournoi de Paris en 2007.
  - 1 victoire en 2003 au Tournoi de Hambourg (Allemagne).